# فرانك كالفون
فرانك كالفون (بالفرنسية: Franck Khalfoun)‏ هو مونتير وكاتب سيناريو ومنتج أفلام ومخرج وممثل فرنسي، ولد في 9 مارس 1968 بباريس في فرنسا.

## أعمال

### أفلام
- (2003) التوتر الشديد
- (2012) مهووس[4][5]
- (2017) الصحوة

## وصلات خارجية
- فرانك كالفون على موقع IMDb (الإنجليزية)
- فرانك كالفون على موقع ألو سيني (الفرنسية)
- فرانك كالفون على موقع أول موفي (الإنجليزية)
- فرانك كالفون على موقع قاعدة بيانات الأفلام السويدية (السويدية)
- فرانك كالفون على موقع قاعدة بيانات الفيلم (الإنجليزية)
- فرانك كالفون على موقع كينوبويسك (الروسية)